# Tityus ythieri
Espèce
Tityus ythieri est une espèce de scorpions de la famille des Buthidae.

## Distribution
Cette espèce est endémique de la province de Morona-Santiago en Équateur. Elle se rencontre vers Yaupi.

## Description
La femelle holotype mesure 59,6 mm et le mâle paratype 49,7 mm.

## Systématique et taxinomie
Cette espèce a été décrite par Lourenço en 2007. Elle est placée en synonymie avec Tityus magnimanus par Kovařík, Šťáhlavský, Kořínková, Král et van der Ende en 2009. Elle est relevée de synonymie par Ythier en 2010.

## Étymologie
Cette espèce est nommée en l'honneur d'Éric Ythier.

## Publication originale
- Lourenço, 2007 : « A new species of Tityus C. L. Koch, 1836 from Ecuador: the first element of the Tityus androcottoides subgroup for this country. » Entomologische Mitteilungen aus dem Zoologischen Museum Hamburg, vol. 14, no 176, p. 375-385 (texte intégral).